# AS Roma 1988/1989
Sezon 1988/1989 klubu AS Roma.

## Sezon
Przed sezonem 1988/1989 prezydent klubu Dino Viola zakupił kilku nowych graczy: Ruggiero Rizzitellego z Ceseny, dwóch Brazylijczyków Andrade i Renato Gaúcho, a także wypożyczył Daniele Massaro z AC Milan. W trakcie sezonu Nilsa Liedholma zastąpił Luciano Spinosi, który zajął z Romą 7. miejsce w Serie A, a w Pucharze UEFA odpadł w 1/8 finału po dwumeczu z Dynamo Drezno (0:2, 0:2).

## Rozgrywki
- Serie A: 7. miejsce
- Puchar Włoch: 2. runda
- Puchar UEFA: 1/8 finału

## Skład i ustawienie zespołu
| W SEZONIE 1988/1989  |          |                |       |      |
| Imię i nazwisko      | Kraj     | Data urodzenia | Mecze | Gole |
| Trener               |          |                |       |      |
| Nils Liedholm        | Szwecja  | 08.10.1922     |       |      |
| Luciano Spinosi      | Włochy   | 09.05.1950     |       |      |
| Bramkarze            |          |                |       |      |
| Angelo Peruzzi       | Włochy   | 16.07.1970     | 12    | 0    |
| Franco Tancredi      | Włochy   | 10.01.1955     | 23    | 0    |
| Obrońcy              |          |                |       |      |
| Fulvio Collovati     | Włochy   | 09.05.1957     | 20    | 0    |
| Moreno Ferrario      | Włochy   | 20.03.1959     | 12    | 0    |
| Manuel Gerolin       | Włochy   | 09.02.1961     | 20    | 0    |
| Lionello Manfredonia | Włochy   | 27.11.1956     | 31    | 1    |
| Sebastiano Nela      | Włochy   | 13.03.1961     | 33    | 2    |
| Emidio Oddi          | Włochy   | 22.07.1956     | 27    | 0    |
| Antonio Tempestilli  | Włochy   | 08.10.1958     | 26    | 1    |
| Pomocnicy            |          |                |       |      |
| Andrade              | Brazylia | 21.04.1957     | 9     | 0    |
| Bruno Conti          | Włochy   | 23.03.1955     | 14    | 1    |
| Stefano Desideri     | Włochy   | 03.07.1965     | 28    | 2    |
| Fabrizio Di Mauro    | Włochy   | 18.06.1965     | 15    | 0    |
| Giuseppe Giannini    | Włochy   | 20.08.1964     | 33    | 16   |
| Roberto Policano     | Włochy   | 16.02.1964     | 18    | 3    |
| Renato Gaúcho        | Brazylia | 06.09.1962     | 24    | 0    |
| Napastnicy           |          |                |       |      |
| Daniele Massaro      | Włochy   | 23.05.1961     | 31    | 5    |
| Ruggiero Rizzitelli  | Włochy   | 02.09.1967     | 20    | 2    |
| Rudi Völler          | Niemcy   | 13.04.1960     | 30    | 10   |